# Gloria Conyers Hewitt
Gloria Conyers Hewitt (Sumter, Carolina del Sur, 26 de octubre de 1935) es una matemática afroamericana. Fue la tercera mujer afroamericana en obtener un doctorado en matemáticas. Sus principales investigaciones se centraron en Teoría de Grupos y Álgebra Abstracta

## Biografía
Hewitt nació el 26 de octubre de 1935, en Sumter, Carolina del Sur. Sus padres, Emmett y Crenella Conyers, tenían ambos estudios universitarios. Cursó la secundaria en la Academia Mather, en Camden. Empezó sus estudios en la Universidad Fisk en 1952, graduándose en 1956 en educación secundaria en matemáticas. El presidente de departamento, Lee Lorch, con el que Hewitt había trabajado durante dos años, recomendó a Hewitt para dos escuelas sin su conocimiento. Por esto, en su último año, la Universidad de Washington ofreció a Hewitt una beca de investigación sin solicitarlo. Obtuvo su doctorado en matemáticas en 1962 por la Universidad de Washington, con una tesis en " Límites Directos e Inversos de Álgebras Abstractas" (completando su máster de 1960).

## Trayectoria
En 1961, Hewitt comenzó a trabajar en la Universidad de Montana. En 1966 fue promovida a profesora asociada, y en 1972, a catedrática. En 1995, fue elegida directora  del Departamento de Ciencia Matemática, puesto que ejerció hasta su jubilación en junio de 1999.
Mientras ejercía de profesora en la Universidad de Montana  participó en múltiples organizaciones. Trabajó en el consejo ejecutivo de la sociedad de honor matemática, Pi Mu Epsilon. Fue directora del comité que escribe las preguntas de la sección de matemáticas del GREs. Hewitt era también asesora de cálculo del examen de nivel avanzado. En 1995, le otorgaron un Certificado de Agradecimiento ETS por doce años de servicio.
Es conocida por sus trabajos en matemáticas, pero sobre todo por ser una de las tres primeras mujeres negras en obtener un premio en matemáticas.
Los trabajos de Hewitt se centraron en dos áreas matemáticas: álgebra abstracta y teoría de grupos. Tiene ocho artículos de investigación publicados y veintiuna conferencias inéditas.
En una entrevista personal  declaró que no sintió que incidencias raciales tuvieran un efecto perjuicioso en su carrera. Por otro lado, escribió un artículo en los Anales de la Academia de Nueva York de Ciencia: "El Estado de Mujeres en Matemáticas".

## Premios
Le fue otorgada la prestigiosa beca de investigación postdoctoral de la Fundación de Ciencia Nacional. Fue elegida para la dirección de la Asociación Matemática de América.

## Publicaciones
- Gloria Conyers Hewitt and Francis T. Hannick, "Characterizations of generalized Noetherian rings," Acta Math. Hungar. 53 (1989), 61–73. 16A90 (16A33, 16A52)
- Gloria Conyers Hewitt, "A one model approach to group theory," Report, University of Montana. (1978)
- Gloria Conyers Hewitt, "Emmy Noether’s notions of finiteness conditions—revisited," Report, University of Montana. (1979)
- Gloria Conyers Hewitt, "Limits in certain classes of abstract algebras," Pacific J. Math. 22 (1967), 109–115. 08.10
- Gloria Conyers Hewitt, "On ℵ-noetherian conditions," Notices of the American Mathematical Society. 26 (1979): A-55.
- Gloria Conyers Hewitt, "The existence of free unions in classes of abstract algebras," Proc. Amer. Math. Soc. 14 (1963), 417–422. 08.30
- Gloria Conyers Hewitt, "The status of women in mathematics," Annals of the New York Academy of Science. 323 (1979)
- Gloria Conyers Hewitt, "Women in mathematics," Monthly, MAA, November. (1971)